# Jakob av Baux
Jakob av Baux, född okänt år, död 1383, var titulärkejsare av Latinska riket 1374–1383 och den sista monarken av detta rike. Han var även furste av Taranto och 1374–1383 och furste i den grekiska korsfararstaten furstendömet Achaea från 1380 till 1383. 